# The Loves of Edgar Allan Poe
The Loves of Edgar Allan Poe (conosciuto anche con il titolo The Romance of Annabel Lee) è un film statunitense del 1942 diretto da Harry Lachman. È incentrato sulla vita dello scrittore Edgar Allan Poe, in particolare sui suoi anni giovanili.

## Produzione
Il film, diretto da Harry Lachman e sceneggiato da Samuel Hoffenstein, Tom Reed e Arthur Caesar su soggetto di Bryan Foy, fu prodotto dalla Twentieth Century Fox Film Corporation e girato  da marzo ad aprile del 1942.
Durante la lavorazione del film, vennero usati in alternativa i titoli di Edgar Allan Poe, The Man Who Walked Alone e quello di The Romance of Annabel Lee.

## Distribuzione
Il film fu distribuito negli Stati Uniti nel 1942 al cinema  dalla Twentieth Century Fox.
Alcune delle uscite internazionali sono state:
- negli Stati Uniti il 28 agosto 1942 (The Loves of Edgar Allan Poe)
- in Portogallo il 28 giugno 1943  (Os Amores de Edgar Poe)
- in Venezuela (Los amores de Edgar Allan Poe)
- in Grecia (Flogismenes kardies)